# دهستان رامجین
دهستان رامجین دهستانی در بخش رامجین شهرستان ساوجبلاغ، استان البرز در ایران است.

## جمعیت
براساس سرشماری مرکز آمار ایران در سال ۱۳۹۵، جمعیت آن ۱۴،۴۰۶ نفر بوده‌است.